# Faculdade de Direito da PUCRS
A Escola de Direito da PUCRS é uma das vinte e duas unidades acadêmicas da Pontifícia Universidade Católica do Rio Grande do Sul (PUCRS). Está localizada no Campus Central, na cidade de Porto Alegre, embora sejam ministrados cursos de Direito também nos demais campi da Universidade, em Uruguaiana e Viamão.
A Escola foi estabelecida no dia 13 de janeiro de 1947, sendo a quarta unidade mais antiga da PUCRS. Desde sua fundação, ela graduou cerca de dezenove mil e setecentos bacharéis em Direito.
Além do curso de graduação, oferece cursos de pós-graduação – mestrado e doutorado – e várias especializações.

## História
Até a segunda metade da década de 1940, os estudantes gaúchos só dispunham de duas faculdades para realizar o cursos de Ciências Jurídicas e Sociais em seu Estado: a da UFRGS e a da UFPel. Com o objetivo de expandir as oportunidades de seus alunos para cursar o bacharelado em Direito, a Igreja Católica passou então a ficar atenta à criação de instituições de ensino superior. Desse modo, a ideia de inaugurar a Faculdade Católica de Direito de Porto Alegre recebeu divulgação por parte de assessores da Cúria Metropolitana, dentre eles o jurista e filósofo cristão Armando Câmara.

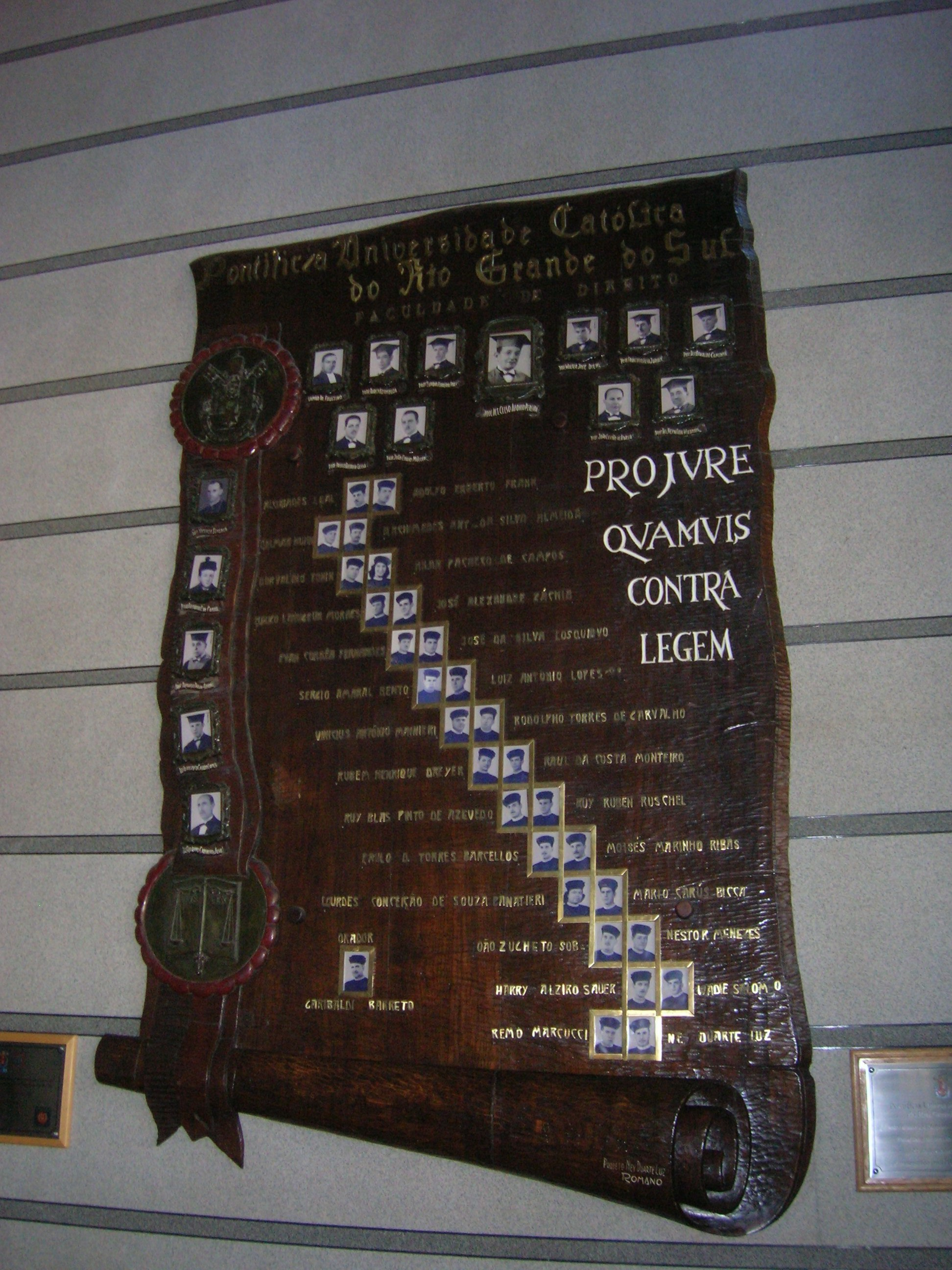
Painel de fotografias da primeira turma de Direito.

Desejando que a sua ordem religiosa, a dos Irmãos Maristas, assumisse tal empreendimento, o Irmão Afonso se comprometeu com o plano em maio de 1946. Ele já havia auxiliado a lançar as bases de outras faculdades da atual PUCRS, como a de Ciências Políticas, de Educação e de Serviço Social, em anos anteriores. Assim, no dia 19 de maio de 1946, ocorreu a reunião do Conselho da União Sul-Brasileira de Educação e Ensino, uma entidade marista, que decidiria sua criação. Seu funcionamento foi autorizado pelo decreto n.° 22.442 de 13 de janeiro de 1947.
O primeiro exame de vestibular da Faculdade Católica de Direito, em março de 1947, contou com sessenta candidatos, dos quais 41 foram aprovados, embora houvesse 50 vagas. Hoje, o Saguão da Faculdade abriga um painel com as fotografias da primeira turma de formandos.
Como forma de homenagem, o líder do grupo de fundadores da Faculdade, Armando Câmara, foi escolhido como seu primeiro diretor. Durante sua gestão, ele procurou estruturar e traçar as metas da instituição. Quando Câmara deixou o cargo para se tornar reitor da Universidade Católica do Rio Grande do Sul, então recém-criada, Armado Azevedo foi nomeado o novo diretor. Em 1951, dois fatos importantes ocorreram: a Universidade se tornou Pontifícia e a Faculdade foi definitivamente reconhecida pelo Governo Federal, por meio do decreto n.° 30.239, de 4 de dezembro daquele ano.
Em 1967, a Faculdade deixou suas instalações no Colégio Nossa Senhora do Rosário, o berço da Universidade, sendo transferida para um prédio no Campus Central. Hoje, ocupa o prédio 11, dividindo este com a Faculdade de Psicologia.
Em 1978, o periódico Direito & Justiça, até hoje publicado, passou a ser editado por professores.

## Relação de diretores
| Armando Pereira Correia da Câmara | 1947 - 1948     |
| Armando Dias de Azevedo           | 1948 - 1951     |
| Balthazar Gama Barbosa            | 1951 - 1963     |
| Paulo Barbosa Lessa               | 1963 - 1966     |
| Ernani Coelho                     | 1966 - 1975     |
| Rubens Sant'Anna                  | 1975 - 1978     |
| Roberto Geraldo Coelho Silva      | 1978 - 1986     |
| Maximiano Carpes dos Santos       | 1986 - 1987     |
| Júpiter Torres Fagundes           | 1987 - 1993     |
| Carlos Alberto Allgayer           | 1993 - ?        |
| Jarbas Lima                       | ? - 2007        |
| Orci Paulino Bretanha Teixeira    | 2007 - 2008     |
| Fabrício Dreyer de Ávila Pozzebon | 2008 - presente |

## Cursos oferecidos

### Graduação
- Bacharelado em Ciências Jurídicas e Sociais

### Pós-graduação
- Programa de Pós-Graduação em Direito (mestrado e doutorado), com as seguintes áreas de concentração:
  - Fundamentos Constitucionais do Direito Público e do Direito Privado
  - Teoria Geral da Jurisdição e Processo
- Programa de Pós-Graduação em Ciências Criminais (mestrado e doutorado), com as seguintes áreas de concentração:
  - Sistema Penal e Violência

### Especializações
- Ciências Penais
- Direito da Propriedade Intelectual
- Direito de Família
- Direito Processual Civil
- Direito Empresarial
- Direito Público
- Segurança Pública e Justiça Criminal
- Direito do Trabalho e Direito Processual do Trabalho
- Direito Processual Civil (ensino a distância)

## Posto do 4.° Juizado Especial Cível
Os estudantes da Faculdade podem atuar como estagiários e conciliadores dentro do "Posto PUCRS" do 4.° Juizado Especial Cível, fruto de um convênio, firmado em 1995, entre a Faculdade e o Tribunal de Justiça do Rio Grande do Sul. Além da oportunidade de aprendizagem, o posto possibilita o acesso, sobretudo a pessoas carentes, à Justiça em causas de pouca complexidade, sendo um importante serviço de cunho social.

## SAJUG
O Serviço de Assistência Jurídica Gratuita (SAJUG) é um órgão vinculado ao Departamento de Prática Jurídica da Faculdade.

## Centro Acadêmico Maurício Cardoso (CAMC)

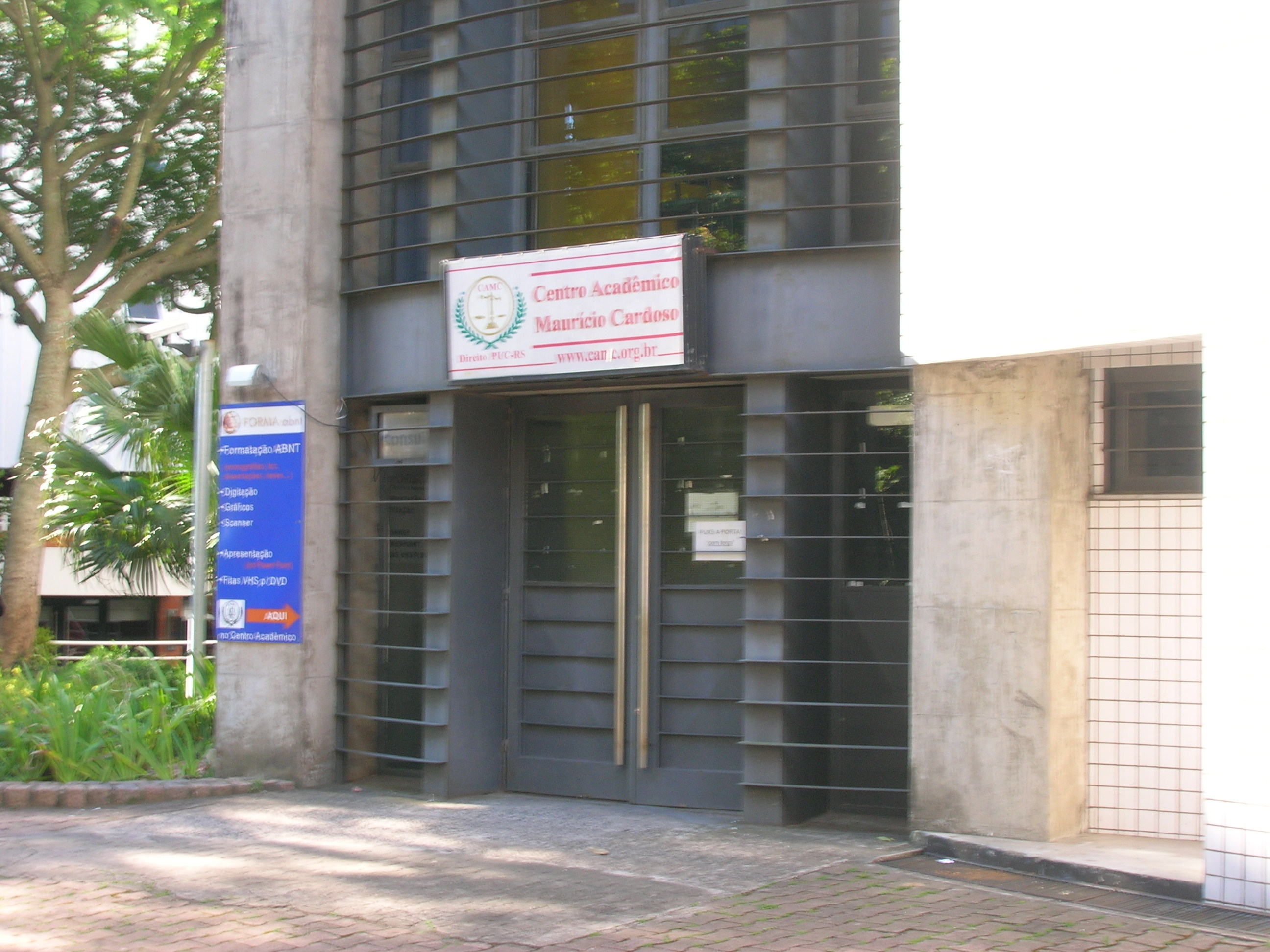
O Centro Acadêmico Maurício Cardoso.

O Centro Acadêmico Maurício Cardoso, criado em 12 de março de 1947, é a entidade que representa os alunos da Faculdade de Direito da PUCRS.

## Alunos notáveis
- Ademar Ghisi, advogado e político;
- Amadeu de Almeida Weinmann, advogado criminalista;
- Any Ortiz, advogada e política;
- Araken de Assis, advogado e jurista;
- Augusto Trein, político e empresário;
- Carlos Nejar, poeta e crítico literário;
- Cid Pedroso, advogado e político;
- Claudio Lamachia, advogado, ex-presidente do Conselho Federal da Ordem dos Advogados do Brasil;
- Fátima Nancy Andrighi, ministra do Superior Tribunal de Justiça;
- Francisco Paulo Sant'Ana, jornalista, delegado de polícia e político;
- Helgio Trindade, professor e cientista político;
- Ibsen Pinheiro, advogado, procurador de Justiça, político, ex-presidente da Câmara dos Deputados;
- Jair Soares, advogado, político, ex-ministro da Previdência Social, ex-governador do Rio Grande do Sul e ex-deputado federal;
- José Fogaça, advogado, professor universitário, político, ex-prefeito de Porto Alegre e ex-deputado federal;
- José Hilário Retamozo, escritor, poeta e compositor;
- José Maria Eymael, advogado tributarista, empresário, político, ex-deputado federal na Assembleia Nacional Constituinte de 1988 e ex-candidato à Presidência da República;
- José Néri da Silveira, magistrado, ministro aposentado do Supremo Tribunal Federal;
- José Otávio Germano, advogado e político;
- José Paulo Bisol, político, escritor, magistrado, advogado e jornalista;
- Juliana Brizola, advogada e política;
- Júlio Redecker, advogado, empresário, professor e político;
- Leandro Paulsen, magistrado e professor universitário;
- Luiz Antônio de Assis Brasil, escritor e professor;
- Mendes Ribeiro Filho, advogado e político;
- Nereu Guidi, político e advogado;
- Paulo de Tarso Vieira Sanseverino, ministro do Superior Tribunal de Justiça;
- Pedro Simon, advogado criminalista, professor universitário, político, ex-governador do Rio Grande do Sul e ex-senador da República;
- Romildo Bolzan Júnior, advogado, dirigente esportivo e político;
- Sinval Guazzelli, advogado, político, ex-governador do Rio Grande do Sul e ex-deputado federal;

### Bibliográficas
- O Ensino Jurídico no Limiar do Novo Século. Faculdade de Direito. EDIPUCRS. Edição Comemorativa do Cinquetenário (1947-1997).